# Districte de Nadia
El districte de Nadia (Nadiya o Nadya, bengalí নদিয়া জেলা) és una divisió administrativa de Bengala Occidental amb capital a Krishnanagar a la riba del riu Jalangi. Unes altres ciutats destacades són Tanaghat a 74 km al nord de Kolkata (Calcuta), Kalyani a 50 km i Tehatta. La superfície és de 3.927 km² i la població de 4.604.827 habitants.

## Administració
La formen 4 subdivisions, 17 blocs (blocks) de desenvolupament, 17 panchayat samities, 187 gram panchayats, 2.639 gram sansads, 1406 mouzes, 21 estació de policia o thanes, 8 municipalitats, 2 àrees notificades i 186 seccions (wards).
Les quatre subdivisions són:
- Krishnanagar Sadar
- Kalyani
- Ranaghat
- Tehatta

Krishnanagar Sadar està formada per la municipalitat de Krishnanagar, la de Nabadwip i set blocs:
- Kaliganj
- Nakashipara
- Chapra
- Krishnanagar I
- Krishnanagar II
- Nabadwip
- Krishnaganj

La de Kalyani està formada per les municipalitats de Chakdaha, Gayespur i Kalyani, i dos blocs:
- Chakdaha
- Haringhata

La de Ranaghat està formada per les municipalitats de Shantipur, Ranaghat i Birnagar i quatre blocs:
- Hanskhali
- Shantipur
- Ranaghat I
- Ranaghat II

I la de Tehatta està formada per quatre blocs:
- Karimpur I
- Karimpur II
- Tehatta I
- Tehatta II

## Història
El districte porta el nom de la població de Nadia o Nabadwip que vol dir "Nova Illa" que al segle xii fou capital de Bengala on fou traslladada des de Gaur. El cap militar musulmà Muhammad-i-Bakhtyar Khilji la va ocupar el 1203 per sorpresa i va conquerir tot seguit gran part de Bengala; però després no torna a ser esmentada fins al 1582 quan Todar Mal, el ministre i general d'Akbar, la va incloure al sarkar de Satgaon, l'empori proper a la moderna ciutat de Hooghly-Chinsurah; llavors no tenia gaires habitants però hi vivien uns pandits amb grans coneixements. Les terres foren concedides per Jahangir a una família de bramans suposadament originada en Bhattanarayan el cap dels cinc bramans vinguts de Kanauj al segle ix en temps del rei Aduisur de Bengala; la família havia ajudat a Man Singh, el general mogol, en la seva expedició contra Pratapaditya, el rebel raja de Jessore, i va rebre catorze parganes en recompensa; la nissaga va arribar a la cimera del seu poder a la meitat del segle xviii quan el maharaja Krishna Chandra es va posar al costat dels britànics a Plassey (23 de juny de 1757) i va rebre de Robert Clive el títol de Rajendra bahadur i una donació de 12 canons utilitzats a Plassey que encara es conserven al palau del maharajà. Plassey o Palashi, en anglès Plassey, on es va lliurar la decisiva batalla d'aquest nom el 23 de juny de 1757 es troba en aquest districte. El 1770 el territori fou assolat per la fam.
El 1485 va néixer al districte el reformador religiós Chaitanya, que va fundar la moderna secta vaixnavita (Vaishnava) de Bengala els adeptes de la qual fdoren coneguts com a baishnabs o bairagis. El 1860 fou escenari de la revolta de l'índigo que va causar agitació per tota Bengala, motivada pel descontentament dels terratinents locals que veien com es pagaven millors les oleaginoses i cereals que l'índigo, situació aprofitada per agitadors, fins que van refusar cultivar índigo; això va portar a seriosos disturbis que no van poder ser suprimits fins a la intervenció de les tropes. Es va crear llavors una comissió per investigar les relacions entre plantadors i cultivadors i els afers es van anar solucionant però un cop de mort s'havia ja donat al cultiu de l'índigo que ja no es va recuperar i només algunes factories van seguir amb l'activitat però la competència del blauet sintètic va reduir el preu del natural i els propietaris ja no consideraven el seu cultiu com un negoci rendible. El 1864 el districte fou assolat per l'anomenada febre de Nadia que va causar gran mortaldat, i l'epidèmia es va reproduir el 1881-1886. Grans fams van afectar la zona el 1866 i el 1986.
La població era: 
- 1872: 1.500.397
- 1881: 1.662.795
- 1891: 1.644.108
- 1901: 1.667.491

Administrativament estava formada per cinc subdivisions: 
- Krishnagar
- Ranaghat
- Kushtia
- Meherpur
- Chuadanga

Les ciutats principals eren la capital Krishnagar, Santipur, Nabadwip o Nadia, Kushtia, Ranaghat i Meherpur. L'ètnia i llengua dominant és el bengali i la religio l'islam amb el 59%, sent hinduistes el 40,6%. Els musulmans no obstant eren minoria a les ciutats; la major part pertanyien a la secta dels farazis o wahhabites el cap de la qual Titu Mian es va revoltar el 1831 a 24 Parganes però va reclutar molts seguidors al districte. les castes principals eren: kaibarttes, goales, bramans, bagdis, muchis, chandals, kayasths i malos; el 56% de la població vivia de l'agricultura. A part dels vaixnavites una altra secta destacada és la dels kartabhajas, adoradors de Karta (el Cap) fundada per un sadgop de casta anomenat Ram Saram Pal, conegut com a Karta Baba, nascut vers 1700 prop de Chakada, dins el districte, i mort a Ghoshpara, centre de les seves activitats.
El 1947 les subdivisions de Kushti, Meherpur i Chuadanga foren separades per formar el districte de Kushtia, de majoria musulmana i assignat al Pakistan.